# يوحنا كاسيان
يوحنا كاسيان، المعروف أيضًا باسم يوحنا الزاهد وكاسيانوس الرومي (باللاتينية: Ioannes Eremita Cassianus)‏؛ ولد قرابة 360 م وتوفي قرابة 435، كان راهب وعالم دين مسيحي مشهور في الكنائس الغربية والشرقية بسبب كتاباته الصوفية. اشتهر كاسيان بتقديمه أفكار وممارسات الرهبنة المسيحية المبكرة للغرب في العصور الوسطى.

## سيرته الشخصية
ولد كاسيان حوالي 360، على الأرجح في منطقة سكيثيا الصغرى (حاليا دوبروجا، وهي منطقة تاريخية مشتركة اليوم بين رومانيا وبلغاريا)، على الرغم من أن بعض العلماء تفترض أنه من أصل غالي. وُلِدَ لأبوين ثريين، ويذكر جيناديوس الماسيلي أن «كاسيان مواطن أسقيطي» مشيرًا بذلك في الغالب، ليس لإسقيط في برية مصر، بل لمقاطعة سكيثيا، ولغته وأسلوبه يدلان على أنه نال تعليمًا أدبيًا، لأنه في محادثته يندم ويحزن لأن دروس معلمه واهتمامه هو الدائم بالتعلم، أضعفاه لدرجة أن ذهنه كان مملوء بأغاني الشعراء، وحتى في وقت الصلاة، كانت هذه الأفكار تقفز إلى ذهنه، وكذا القصص وحكايات الأبطال الخيالية كانت تتراءى أمام عينيه، ويستشهد في كتاباته بكتاب وفلاسفة، وأتقن اليونانية تمامًا أثناء اقامته في الشرق. وكان عارفا باللغة اللاتينية ويظهر في كتاباته تأثره بـ شيشرون وبرسيوس. وكان عارفًا باللغتين اللاتينية واليونانية.
يذكر كاسيان في كتابه الأول المؤسسات الرهبانية De Institutis Coenobiorum أن له أختًا، وراسلها في حياته الرهبانية؛ وربما انتهى بها الأمر معه في مرسيليا.
عندما كان شابًا بالغًا، سافر لفلسطين مع صديقه الأكبر منه سنًا جرمانوس Germanus، والذي سيقضي معه معظم السنوات الخمس والعشرين القادمة. في فلسطين دخلوا دير قرب بيت لحم. وبعد ثلاث سنوات اتفق كاسيان مع صديقه جرمانوس على زيارة مصر لأن فيها نشأت الرهبنة وازدهرت، بعد  سماح رئيس الدير لهما بالسفر، أبحرا من سوريا ونزلا في مدينة تنيس وهناك التقيا أب متوحد يدعى أرشيبيوس Archebius أسقف مدينة Panephysis وعرض عليهم أن يعرفهما ببعض الآباء المتوحدين المشهورين في إيبارشيته، فتعرفوا على شيريمون Chaeremon ونسطور Nestor ويوسف Joseph، والذي بعد لقاءه قررا المكوث في مصر فترة أطول. وبينما كانا في نواحي مدينة Panephysis  زارا الأب بينوفيوس Pinufius صديقهم القديم في دير بيت لحم حيث كان قد ذهب هناك بعد محاولة فاشلة منه أن يختبأ في دير في جزيرة Tabenna هربا من مسئولية الرتبة، بعدها أكملا مسيرتهم وعبرا النهر ووصلا إلى مدينة قريبة من النيل اسمها Diolkos وهناك التقى بالأب بيامون Piamun ثم زارا دير كبير في نفس الناحية كان يضم عددا كبيرا من الرهبان، وفيه التقيا بالأب يوحنا والأب ثيؤناس Theonas، في اقليم Dioclos تعرفا على الأب أرشيبوس Archebius، وبعد سبع سنوات قضياها في دلتا مصر عادا إلى بيت لحم، حيث حصلا على تصريح آخر لزيارة مصر مرة أخرى، وفي هذه الزيارة تقدما أكثر داخل مصر وزارا وادي هبيب في برية شيهيت، حيث زارا الأب بفنوتيوس Paphnutius وتلميذه دانيال ثم الناسك سيرابيون، وبعدها تقدما نحو ثماني أميال لمنطقة القلالي وهي بين برية الأسقيط ووادي النطرون، وقابلا هناك الأب ثيودور، وزارا الأب سيرينيوس Serenus الأب اسحق. بعدها ذهب كاسيان إلى القسطنطينة حيث رسمه يوحنا ذهبي الفم شماسا، وفي القسطنطينية شهد كاسيان وجرمانوس الأحداث التاريخية التي أدت لنفي يوحنا فم الذهب بسبب أزمة الأوريجانية [الإنجليزية].
أثناء وجوده في روما، قبل كاسيان الدعوة لتأسيس دير على الطراز المصري في جنوب بلاد الغال، بالقرب من مرسيليا. ربما أمضى بعض الوقت ككاهن في أنطاكية بين 404 و 415. في النهاية وصل لمرسيليا حوالي عام 415، وأسس دير القديس فيكتور [الإنجليزية]، وهو عبارة عن مجمع أديرة للرجال والنساء، وكان من أوائل الأديرة الرهبانية في الغرب، وكان بمثابة نموذج يحتذى لتطور الرهبنة لاحقًا.
أثرت وكتابات وأعمال كاسيان على بندكت النيرسي، الذي أدرج العديد من مبادئ كاسيان في كتابه قاعدة القديس بندكت [الإنجليزية]، وأوصى رهبانه بقراءة أعمال كاسيان. نظرًا لأن قاعدة بنديكت لا يزال يتبعها الرهبان البينديكتين والسيسترسيان والترابيون، فإن فكر جون كاسيان لا يزال مؤثرا في الحياة الروحية لآلاف الرجال والنساء في الكنيسة اللاتينية.
توفي كاسيان عام 435 في مرسيليا.